# 24. Division (2. Königlich Sächsische)
Die 24. Division (2. Königlich Sächsische) war ein Großverband der Sächsischen Armee.

## Gliederung
Die Division war zunächst Teil des XII. (I. Königlich Sächsisches) Armee-Korps, später des XIX. (II. Königlich Sächsisches) Armee-Korps.

### 1867
- 3. Infanterie-Brigade Nr. 47 in Zwickau
  - 5. Infanterie-Regiment „Prinz Friedrich August“ Nr. 104 in Zwickau und Schneeberg
  - 6. Infanterie-Regiment Nr. 105 in Plauen und Oelsnitz
- 4. Infanterie-Brigade Nr. 48 in Chemnitz
  - 7. Infanterie-Regiment „Prinz Georg“ Nr. 106 in Chemnitz und Marienberg
  - 8. Infanterie-Regiment Nr. 107 in Döbeln, Leisnig und Mittweida
- Schützen-(Füsilier)-Regiment Nr. 108 in Leipzig und Wurzen
- 1. Jäger-Bataillon „Kronprinz“ Nr. 12 in Freiberg
- 2. Jäger-Bataillon Nr. 13 in Meißen

### 1890
- 3. Infanterie-Brigade Nr. 47 in Leipzig[1]
  - 10. Infanterie-Regiment Nr. 134 in Leipzig
  - 11. Infanterie-Regiment Nr. 139  in Döbeln
- 4. Infanterie-Brigade Nr. 48 in Leipzig
  - 7. Infanterie-Regiment Nr. 106 „Prinz Georg“ in Leipzig
  - 8. Infanterie-Regiment Nr. 107 „Prinz Johann Georg“ in Leipzig
  - 3. Jäger-Bataillon Nr. 15 in Wurzen
- 2. Kavallerie-Brigade Nr. 24 in Leipzig
  - 1. Husaren-Regiment Nr. 18 in Leipzig
  - 2. Husaren-Regiment Nr. 19 in Grimma

### Friedensgliederung 1914
- 3. Infanterie-Brigade Nr. 47 in Döbeln
  - 11. Infanterie-Regiment Nr. 139 in Döbeln
  - 14. Infanterie-Regiment Nr. 179 in Leisnig, Leipzig und Wurzen
- 4. Infanterie-Brigade Nr. 48 in Leipzig
  - 7. Infanterie-Regiment „König Georg“ Nr. 106 in Leipzig
  - 8. Infanterie-Regiment „Prinz Johann Georg“ Nr. 107 in Leipzig
- 2. Kavallerie-Brigade Nr. 24 in Leipzig
  - 2. Husaren-Regiment Nr. 19 in Grimma
  - 2. Ulanen-Regiment Nr. 18 in Leipzig
- 2. Feldartillerie-Brigade Nr. 24 in Leipzig
  - 7. Feldartillerie-Regiment Nr. 77 in Leipzig
  - 8. Feldartillerie-Regiment Nr. 78 in Wurzen

### Kriegsgliederung bei Mobilmachung 1914
- 47. Infanterie-Brigade (3. Königlich Sächsische)
  - 11. Königlich Sächsisches Infanterie-Regiment Nr. 139
  - 14. Königlich Sächsisches Infanterie-Regiment Nr. 179
  - 2. Königlich Sächsisches Jäger-Bataillon Nr. 13
- 48. Infanterie-Brigade (4. Königlich Sächsische)
  - Infanterie-Regiment „König Georg“ (7. Königlich Sächsisches) Nr. 106
  - Infanterie-Regiment „Prinz Johann Georg“ (8. Königlich Sächsisches) Nr. 107
- 2. Königlich Sächsisches Ulanen-Regiment Nr. 18
- 24. Feldartillerie-Brigade (2. Königlich Sächsische)
  - 7. Königlich Sächsisches Feldartillerie-Regiment Nr. 77
  - 8. Königlich Sächsisches Feldartillerie-Regiment Nr. 78
- 2. (Königlich Sächsisches) Pionier-Bataillon Nr. 22

### Kriegsgliederung vom 20. März 1918
- 89. Infanterie-Brigade (8. Königlich Sächsische)
  - 9. Königlich Sächsisches Infanterie-Regiment Nr. 133
  - 11. Königlich Sächsisches Infanterie-Regiment Nr. 139
  - 14. Königlich Sächsisches Infanterie-Regiment Nr. 179
  - 1. Eskadron/2. Königlich Sächsisches Husaren-Regiment Nr. 19
- Artillerie-Kommandeur Nr. 24
  - 7. Königlich Sächsisches Feldartillerie-Regiment Nr. 77
  - Fußartillerie-Bataillon Nr. 96
- 2. (Königlich Sächsisches) Pionier-Bataillon Nr. 22
- Divisions-Nachrichten-Kommandeur Nr. 24

## Geschichte
Die Division wurde mit der Restrukturierung der Sächsischen Armee und dem Beitritt Sachsens in den Norddeutschen Bund am 1. April 1867 errichtet. Das Kommando stand zunächst in Dresden und von 1869 bis Demobilisierung und Auflösung 1919 in Leipzig.

### Erster Weltkrieg
Während des Ersten Weltkriegs war die Division ausschließlich an der Westfront im Einsatz. Dort waren Teile des Großverbandes am 23. August 1914 am Massaker von Dinant beteiligt.

### Gefechtskalender

#### 1914
- 23. bis 24. August – Schlacht bei Dinant
- 24. bis 27. August – Eingreifen der 3. Armee in den Kampf der 2. Armee bei Namur in Richtung Mettet-Philippeville und anschließende Verfolgung in südwestlicher und südlicher Richtung bis an die Sormonne
- 27. bis 30. August – Schlacht an der Maas und Verfolgung bis an die Aisne
- 31. August bis 5. September – Kämpfe an der Aisne und Verfolgung bis über die Marne
- 06. bis 11. September – Schlacht an der Marne
- 12. September bis 4. Oktober – Stellungskämpfe in der Champagne
- 11. bis 12. Oktober – Einnahme von Lille
- 13. Oktober bis 13. Dezember – Stellungskämpfe in Flandern und Artois
  - 15. bis 28. Oktober – Schlacht bei Lille
  - 30. Oktober bis 24. November – Schlacht bei Ypern
- 14. bis 24. Dezember – Schlacht in Französisch-Flandern
- ab 25. Dezember – Stellungskämpfe in Flandern und Artois

#### 1915
- bis 8. Mai – Stellungskämpfe in Flandern und Artois
- 09. Mai bis 23. Juli – Lorettoschlacht
- 24. Juli bis 24. September – Stellungskämpfe in Flandern und Artois
- 25. September bis 13. Oktober – Herbstschlacht bei La Bassée und Arras
- ab 14. Oktober – Stellungskämpfe in Flandern und Artois

#### 1916
- bis 23. Juni – Stellungskämpfe in Flandern und Artois
- 24. Juni bis 7. Juli – Erkundungs- und Demonstrationsgefechte der 6. Armee
- 07. Juli bis 4. August – Stellungskämpfe in Flandern und Artois
- 05. bis 31. August – Schlacht an der Somme
- 04. September bis 5. Oktober – Stellungskämpfe in Flandern und Artois
- 06. Oktober bis 8. November – Schlacht an der Somme
- ab 8. November – Stellungskämpfe im Wytschaete-Bogen

#### 1917
- bis 26. Mai – Stellungskämpfe im Wytschaete-Bogen
- 27. Mai bis 28. Juni – Schlacht in Flandern
- 29. Juni bis 7. August – Stellungskämpfe in Flandern und Artois
- 08. August bis 28. Oktober – Schlacht in Flandern
- 28. Oktober bis 3. Dezember – Stellungskämpfe in Flandern und Artois
- ab 4. Dezember – Kämpfe in der Siegfriedstellung

#### 1918
- bis 31. Januar – Kämpfe in der Siegfriedstellung
- 01. Februar bis 20. März – Stellungskämpfe im Artois und Aufmarsch zur Großen Schlacht in Frankreich
- 21. März bis 6. April – Große Schlacht in Frankreich
- 07. April bis 22. Juli – Kämpfe zwischen Arras und Albert
- 23. Juli bis 7. August – Kämpfe an der Avre und an der Matz
- 08. bis 20. August – Abwehrschlacht zwischen Somme und Avre
- 21. August bis 4. September – Abwehrschlacht zwischen Oise und Aisne
- 05. bis 8. September – Kämpfe vor der Siegfriedfront
- 09. September bis 28. Oktober – Kämpfe vor und in der Hermannstellung
- 29. Oktober bis 11. November – Stellungskämpfe in Lothringen
- 12. bis 18. November – Räumung des besetzten Gebietes und Marsch in die Heimat

## Kommandeure
| Dienstgrad                             | Name                                      | Datum                                           |
| -------------------------------------- | ----------------------------------------- | ----------------------------------------------- |
| Generalleutnant                        | Bernhard von Schimpff                     | 01. April 1867 bis 31. Mai 1869                 |
| Generalmajor                           | Gustav Erwin Nehrhoff von Holderberg      | 01. Juni 1869 bis 21. Dezember 1873             |
| Generalmajor                           | Alban von Montbè                          | 22. Dezember 1873 bis 10. März 1885             |
| Generalleutnant                        | Adolf von Tschirschky und Bögendorff      | 11. März 1885 bis 31. Januar 1889               |
| Generalleutnant                        | Bernhard von Holleben genannt von Normann | 01. Februar 1889 bis 23. Januar 1892            |
| Generalleutnant                        | Julius von Tschirschnitz                  | 24. Januar 1892 bis 9. Februar 1893             |
| Generalleutnant                        | Gottlob von Hodenberg                     | 10. Februar 1893 bis 1. April 1897              |
| Generalleutnant                        | Heinrich Leo von Treitschke               | 02. April 1897 bis 24. März 1899                |
| Generalleutnant                        | Alexander Vitzthum von Eckstädt           | 25. März 1899 bis 22. März 1901                 |
| Generalleutnant                        | Adolf von Rabenhorst                      | 23. März 1901 bis 18. Juni 1904                 |
| Generalleutnant/General der Infanterie | Karl Ludwig d’Elsa                        | 19. Juni 1904 bis 10. Juli 1910                 |
| Generalleutnant                        | Adolf Müller                              | 11. Juli 1910 bis 21. Juli 1911                 |
| Generalleutnant                        | Hans Krug von Nidda                       | 22. Juli bis 22. September 1911 (in Vertretung) |
| Generalleutnant/General der Kavallerie | Hans Krug von Nidda                       | 23. September 1911 bis 4. Mai 1916              |
| Generalmajor/Generalleutnant           | Rudolph Hammer                            | 05. Mai 1916 bis 26. Januar 1919                |